# 데이터 카탈로그 어휘
데이터 카탈로그 어휘(Data Catalog Vocabulary, DCAT)는 웹에 게시된 데이터 카탈로그 간의 상호 운용성을 촉진하도록 설계된 RDF 어휘이다. DCAT를 사용하여 카탈로그의 데이터 세트를 설명함으로써 게시자는 검색 가능성을 높이고 애플리케이션이 여러 카탈로그의 메타데이터를 사용할 수 있도록 한다. 이는 카탈로그의 분산 게시를 가능하게 하고 카탈로그 전반에 걸쳐 통합 데이터 세트 검색을 용이하게 한다. 집계된 DCAT 메타데이터는 디지털 보존을 용이하게 하는 매니페스트 파일 역할을 할 수 있다.
DCAT v2는 W3C 권장 사항 2020-02-04로 게시되었다. 버전 2에는 데이터 서비스 또는 API 카탈로그에 대한 지원이 추가되었으며 데이터 세트 간의 관계 표현에 대한 지원이 더욱 강력해졌다. Schema.org에 대한 정렬이 포함된다.
DCAT는 확장 가능하므로 통계 및 지리 데이터 영역에서 보다 구체적인 확장이 생성되었다.
NGSI-LD API 표준과 호환되는 버전 DCAT-AP 2.0.1의 오픈 소스 라이선스 포팅은 스마트 데이터 모델 프로그램의 DCAT-AP 주제에서 사용할 수 있다.